# Philadelphia International Records
Philadelphia International Records è una etichetta discografica statunitense, fondata a Filadelfia da Kenneth Gamble e Leon Huff nel 1971.
I generi musicali principalmente prodotti dalla Philadelphia International Records sono il Philadelphia soul e la disco music.
Ebbe un accordo di distribuzione con la Columbia Records fino al 1984, anno in cui la EMI subentrò nell'accordo, distribuendo l'intero catalogo a partire dal 1976 (il catalogo 1971-1976 venne sempre distribuito dalla Sony Music).

## Artisti
I principali artisti prodotti dalla Philadelphia International Records sono:
- MFSB
- Patti LaBelle
- Archie Bell & The Drells
- Jerry Butler
- The Ebonys
- Jean Carn
- The Intruders
- Dick Jensen
- The Jones Girls
- McFadden & Whitehead
- Harold Melvin & the Blue Notes
- The O'Jays
- Billy Paul
- Teddy Pendergrass
- Lou Rawls
- Dee Dee Sharp
- Bunny Sigler
- Gideon Smith
- The Three Degrees
- Dexter Wansel
- Johnny Williams
- The Whitehead Brothers
- Talk of the Town
- Phyllis Hyman
- Love Committee
- The Force
- Frantique
- The Trammps